# Куп Бакуа
Куп Бакуа је тениски турнир за жене, који ће се играти у Бакуу, у Азербејџану. Игра се од 2011, као дио серије међународних турнира међу ВТА турнирима 2011.

## Поени и новчана награда[1]
| Пласман       | Поени | Новчана награда |
| ------------- | ----- | --------------- |
| Победа        | 280   | 37.000 $        |
| Финале        | 200   | 19.100 $        |
| Полуфинале    | 130   | 10.400 $        |
| Четвртфинале  | 70    | 5.625 $         |
| Осмина финала | 30    | 3.100 $         |
| Прво коло     | 1     | 1.825 $         |

| Пласман      | Поени | Новчана награда |
| ------------ | ----- | --------------- |
| Победа       | 280   | 11.000 $        |
| Финале       | 200   | 5.750 $         |
| Полуфинале   | 130   | 3.100 $         |
| Четвртфинале | 70    | 1.650$          |
| Прво коло    | 1     | 860 $           |

## Финала

### Појединачно
| Година | Побједница        | Финалисткиња   | Резултат |
| ------ | ----------------- | -------------- | -------- |
| 2011.  | Вера Звонарјова   | Ксенија Первак | 6–1, 6–4 |
| 2012.  | Бојана Јовановски | Џулија Коен    | 6–3, 6–1 |

### Парови
| Година | Побједнице                        | Финалисткиње                        | Резултат         |
| ------ | --------------------------------- | ----------------------------------- | ---------------- |
| 2011.  | Марија Корицева Татјана Пучек     | Моника Никулеску Галина Воскобојева | 6–3, 2–6, [10–8] |
| 2012.  | Ирина Бурјачок Валерија Соловјева | Ева Бирнерова Алберта Бријанти      | 6–3, 6–2         |